# Archie Mayo
Archie Mayo (ur. 29 stycznia 1891 w Nowym Jorku, zm. 4 grudnia 1968 w Guadalajarze) – amerykański reżyser filmowy, scenarzysta i aktor.

## Wybrana filmografia
- 1917: A Nurse of an Aching Heart
- 1923: The Imperfect Lover
- 1927: Johnny Get Your Hair Cut
- 1932: Night After Night
- 1936: Skamieniały las
- 1938: Marco Polo
- 1939: They Shall Have Music
- 1946: Noc w Casablance

## Wyróżnienia
Posiada swoją gwiazdę na Hollywoodzkiej Alei Gwiazd.